# Jeanne d'Arc de Drancy
 (octobre 2023).
Si vous disposez d'ouvrages ou d'articles de référence ou si vous connaissez des sites web de qualité traitant du thème abordé ici, merci de compléter l'article en donnant les références utiles à sa vérifiabilité et en les liant à la section « Notes et références ».
Maillots
Actualités
La Jeanne d'Arc de Drancy plus communément appelé JA Drancy, est un club omnisports français, connu pour sa section de football, situé à Drancy en Seine-Saint-Denis, dans la banlieue Nord-Est de Paris et fondé en 1903. Il évolue en championnat de France de football de National 3 lors de la saison 2024-2025.

## Histoire

### Championnat
La Jeanne d'Arc de Drancy a remporté de multiples trophées correspondant à des victoires lors des championnats amateurs du football français depuis le début du XXIe siècle, cette succession de victoires lui permet d'atteindre le Championnat de France amateur en 2009-2010.
En 2003, le club gagne la Ligue d'Excellence de la Ligue de Paris Île-de-France et en 2004, la Ligue de Promotion d'Honneur de cette même ligue.
En 2005, le club est à nouveau promu à la suite de sa victoire en Division d'Honneur Régionale.
En 2006, le club connaît sa quatrième promotion consécutive à la suite de sa victoire en Division Supérieure Régionale ce qui lui permet d'atteindre le sixième niveau des ligues françaises, la Division d'Honneur.
En 2007, le club termine second de son championnat et joue sans succès les barrages pour la promotion en Championnat de France Amateur 2.
En 2008, le club finit premier de la Division d'Honneur et est promu en Championnat de France amateur 2.
En 2009, le club est à nouveau promu à la suite de sa victoire en Championnat de France amateur 2 où il est sacré champion et atteint le Championnat de France amateur pour la saison 2009-2010.
En 2014, la JAD est sportivement reléguée en CFA2 en finissant la saison 2013/2014 à l'avant dernière-place du groupe A (14e) mais se voit maintenue en CFA administrativement pour la saison 2014/2015 en profitant de la relégation de Carquefou par la DNCG de National en Ligue.
Au terme de la saison 2017-2018, le club est promu en National 1 pour la première fois de son histoire en étant sacré champion de France de National 2 au terme d'une saison quasi parfaite avec une seule défaite en 30 journées.
Au terme de la saison 2018-2019, le club termine à la dernière place de National 1 et est relégué en National 2

### Coupe de France

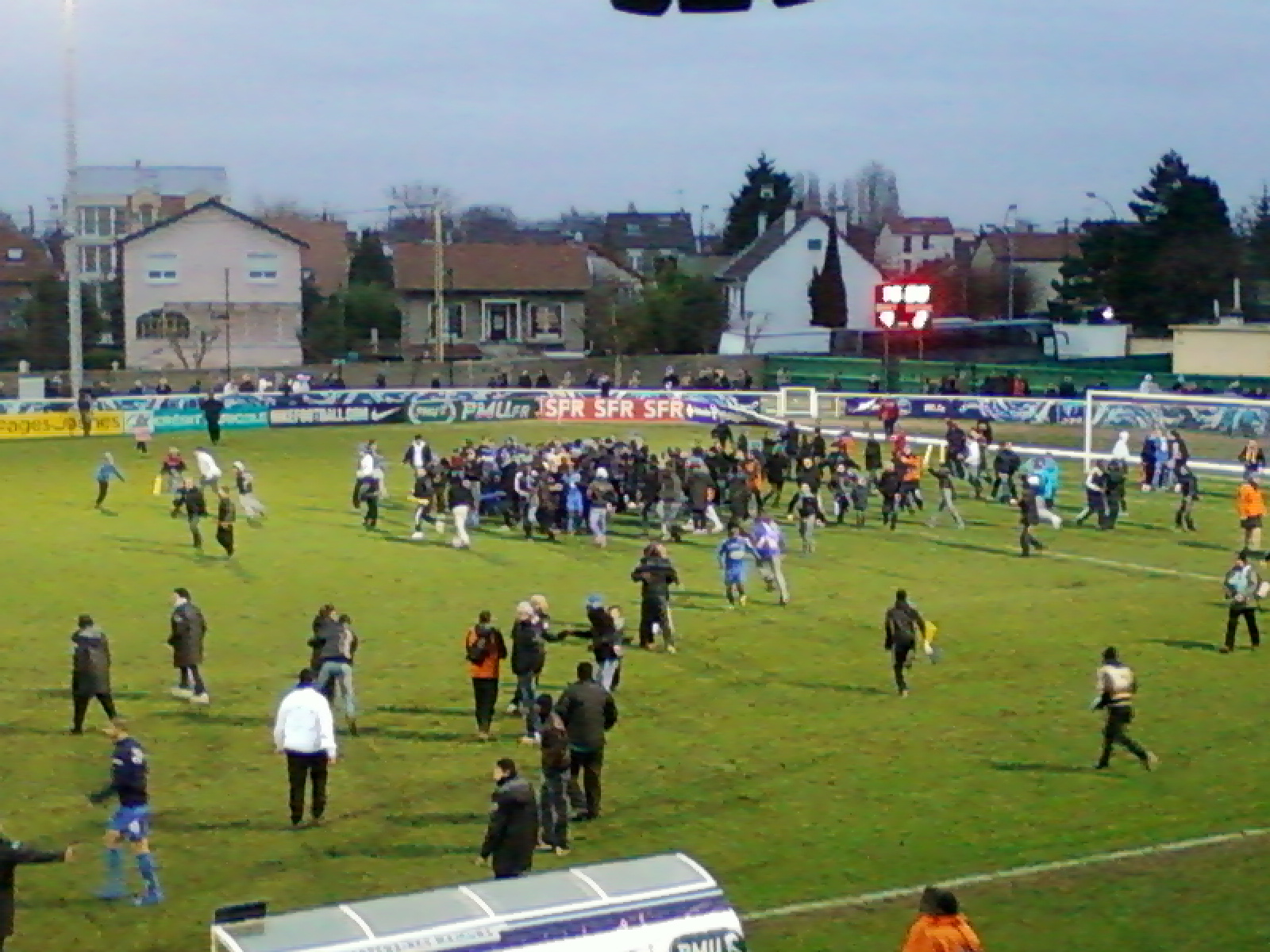
Envahissement du terrain lors du match JA Drancy - RC Strasbourg et la qualification de la JAD pour les 16e de finale le 8 janvier 2012

De 2003 à 2008, Drancy a au moins atteint le 8e tour de la Coupe de France.
En 2006, alors en DSR, le club passe le 8e tour et atteint les 32e de finale pour la première fois de son histoire où il est battu par les professionnels du FC Metz (Ligue 1) 0-4 au Stade Marville.
Lors de l'édition 2010-2011, après avoir joué tous ses matchs à l'extérieur, la Jeanne d'Arc de Drancy atteint les huitièmes de finale pour la première fois de son histoire après sa victoire 0-1 lors du tour précédent face aux joueurs professionnels de Boulogne-sur-Mer (Ligue 2) grâce à un but au bout du temps additionnel de Karim Herouat.
En huitième de finale, le club affronte l'OGC Nice (Ligue 1) au Stade Marville de La Courneuve mais sort sous les honneurs malgré la défaite 0-1 (but d'Anthony Mounier).
Lors de la saison 2011-2012, le club devient le premier club amateur à se qualifier pour un 8e de finale deux années de suite grâce à sa victoire 0-2 (doublé de Ted Bolongo) sur le terrain du "Petit Poucet", le Limoges FC, club de CFA 2, lors des 1/16 de finale.
En 8e de finale, le club se déplace au Stade Ange-Casanova pour y affronter le GFCO Ajaccio, club de National, où il s'incline 2-0.
Le 4 décembre 2016, pour sa neuvième participation au 8e tour de la Coupe de France après avoir notamment éliminé l'US Créteil-Lusitanos, pensionnaire de National, au 6e tour sur le score de 2-1, la JA Drancy se qualifie pour les 32e de finale de la Coupe de France en battant l'US Alençon, club de DH, après une interminable séance de tirs au but (1-1, 3-4 aux TAB) qui aura vu pas moins de seize tireurs différents s'élancer.

## Palmarès et résultats

### Palmarès
- Champion de National 2 groupe C : 2018
- Champion de CFA 2 groupe B : 2009.
- Champion DH Paris Île-de-France : 2008.
- Vainqueur de la Coupe de Seine-Saint-Denis : 2005 et 2007.

### Bilan par saison
| Saison    | Championnat | Championnat  | Championnat          | Championnat | Championnat | Championnat | Championnat | Championnat | Place | Pts | J  | G  | N  | P  | Bp | Bc | Diff |
| --------- | ----------- | ------------ | -------------------- | ----------- | ----------- | ----------- | ----------- | ----------- | ----- | --- | -- | -- | -- | -- | -- | -- | ---- |
| 2002-2003 |             |              |                      |             |             |             |             | Excell.     | 1     | nc  | nc | nc | nc | nc | nc | nc | nc   |
| 2003-2004 |             |              |                      |             |             |             | PH          |             | 1     | nc  | nc | nc | nc | nc | nc | nc | nc   |
| 2004-2005 |             |              |                      |             |             | DHR         |             |             | 1     | nc  | nc | nc | nc | nc | nc | nc | nc   |
| 2005-2006 |             |              |                      |             | DSR A       |             |             |             | 1     | 76  | 22 | 17 | 3  | 2  | 41 | 13 | 28   |
| 2006-2007 |             |              |                      | DH          |             |             |             |             | 2     | 70  | 26 | 12 | 8  | 6  | 35 | 27 | 8    |
| 2007-2008 |             |              |                      | DH          |             |             |             |             | 1     | 77  | 26 | 15 | 6  | 5  | 43 | 13 | 30   |
| 2008-2009 |             |              | CFA2 B               |             |             |             |             |             | 1     | 89  | 30 | 17 | 8  | 5  | 39 | 24 | 15   |
| 2009-2010 |             | CFA A        |                      |             |             |             |             |             | 6     | 88  | 36 | 15 | 7  | 14 | 49 | 51 | -2   |
| 2010-2011 |             | CFA A        |                      |             |             |             |             |             | 9     | 71  | 32 | 10 | 10 | 12 | 25 | 23 | 2    |
| 2011-2012 |             | CFA A        |                      |             |             |             |             |             | 5     | 88  | 34 | 15 | 10 | 9  | 35 | 32 | 3    |
| 2012-2013 |             | CFA A        |                      |             |             |             |             |             | 13    | 77  | 34 | 9  | 16 | 9  | 30 | 28 | 2    |
| 2013-2014 |             | CFA A        |                      |             |             |             |             |             | 14    | 50  | 28 | 4  | 10 | 14 | 16 | 51 | -19  |
| 2014-2015 |             | CFA B        |                      |             |             |             |             |             | 9     | 66  | 30 | 8  | 12 | 10 | 40 | 43 | -3   |
| 2015-2016 |             | CFA B        |                      |             |             |             |             |             | 7     | 71  | 30 | 10 | 11 | 9  | 33 | 29 | 4    |
| 2016-2017 |             | CFA B        |                      |             |             |             |             |             | 7     | 39  | 30 | 9  | 12 | 9  | 28 | 22 | 6    |
| 2017-2018 |             | National 2 C |                      |             |             |             |             |             | 1     | 59  | 30 | 15 | 14 | 1  | 41 | 17 | 24   |
| 2018-2019 | National    |              |                      |             |             |             |             |             | 18    | 26  | 34 | 5  | 11 | 18 | 21 | 40 | -19  |
| 2019-2020 |             | National 2 A |                      |             |             |             |             |             | 15    | 17  | 21 | 3  | 8  | 10 | 16 | 28 | -12  |
| 2020-2021 |             |              | National 3 Paris IdF |             |             |             |             |             | nc    | nc  | nc | nc | nc | nc | nc | nc | nc   |

Légende :
- Pts = points, J = joués, G = gagnés, N = nuls, P = perdus, Bp = buts pour, Bp = buts contre, Diff = différence de buts.
- - Promotion dans le championnat hiérarchiquement supérieur

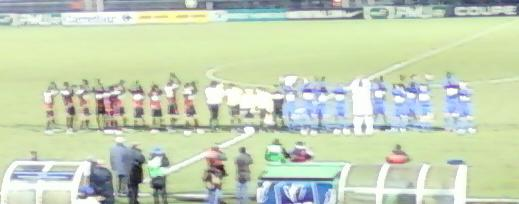
Présentation des équipes lors du match JAD-OGC Nice du 2 février 2011

## Personnalités du club

### Entraîneurs
- 2010-2019 :  Malik Hebbar
- 2019- : Philippe Lemaitre

### Joueurs célèbres
- Fabien Ourega
- Youssouf Fofana

## Stades
Le Jean d'Arc Drancy évolue au Stade Charles Sage contant 2 500 places assises. Il s'agit de l'un des plus petits stades de National.

## Identité du club

Écusson jusqu'en 2017
Écusson depuis 2017.

## Galerie photo

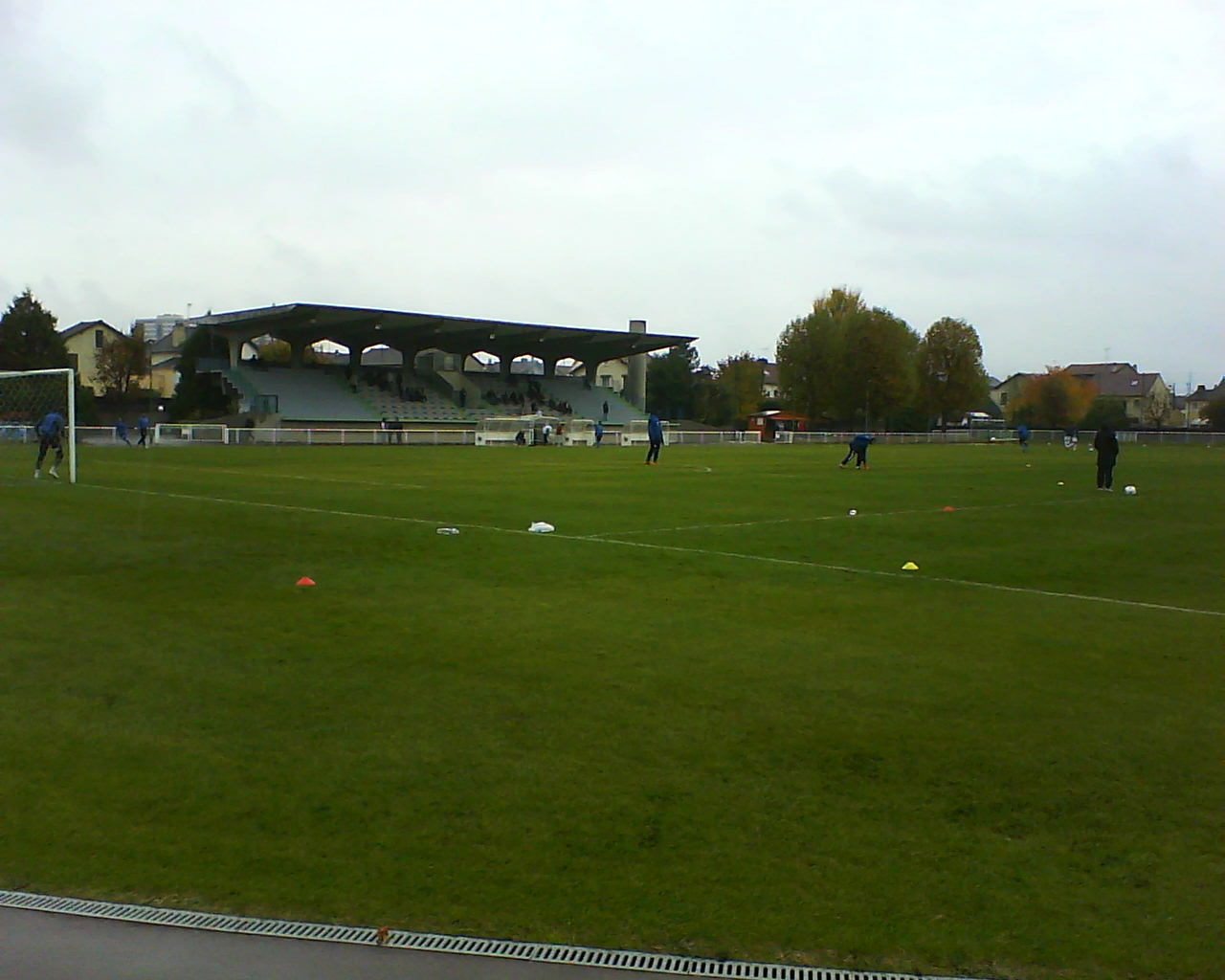
Le stade Charles-Sage où évolue l'équipe à domicile
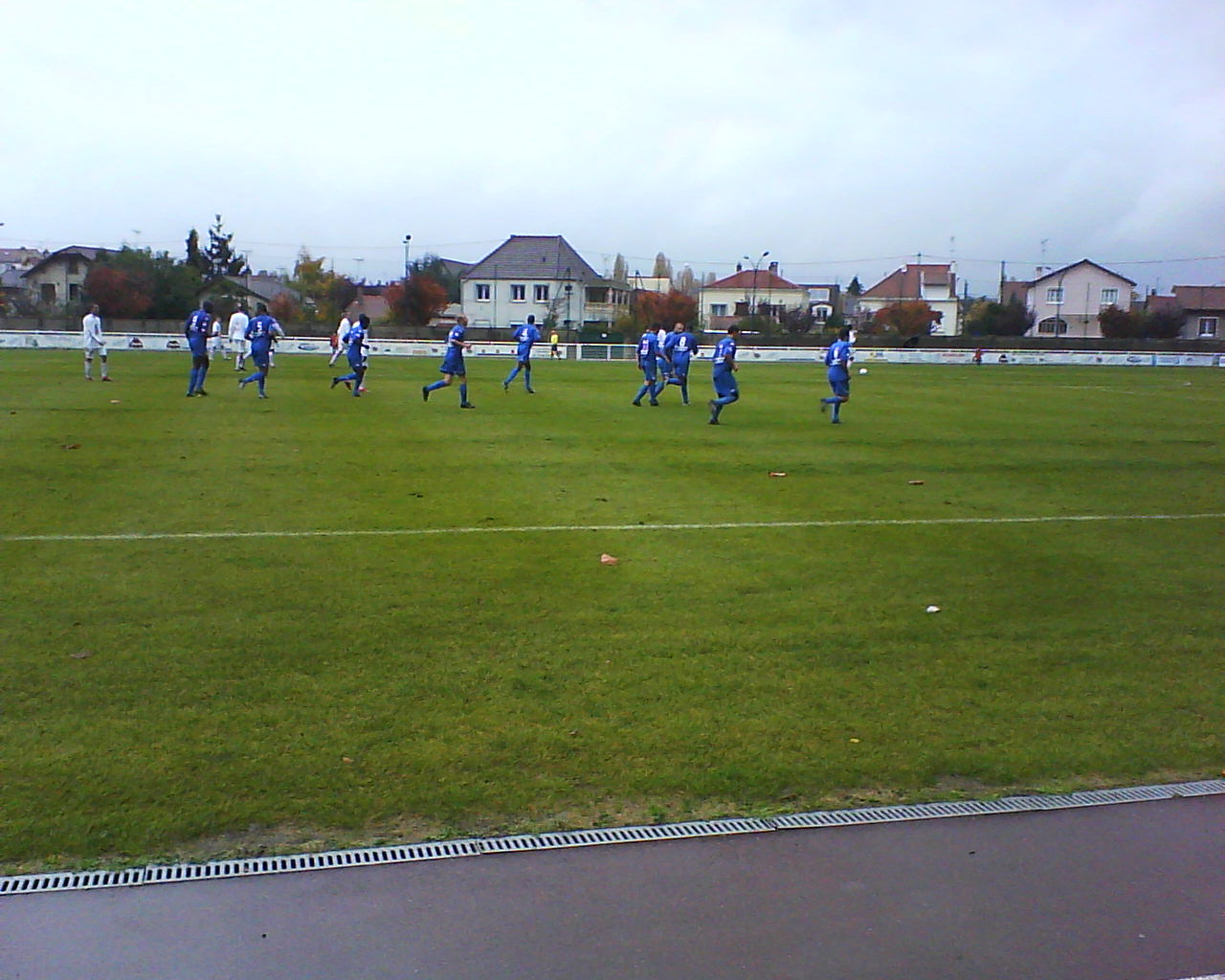
Joie des joueurs de la JAD après l'ouverture du score lors du match contre Lille B (1-0) du 7 novembre 2010